# Lista di asteroidi (784001-785000)
Di seguito una lista di asteroidi dal numero 784001  al 785000 con data di scoperta e scopritore.

## 784001–784100
| Nome   | Designazione provvisoria | Data di scoperta  | Scopritore          |
| ------ | ------------------------ | ----------------- | ------------------- |
| 784001 | 2014 WX373               | 25 luglio 2008    | Mount Lemmon Survey |
| 784002 | 2014 WH375               | 22 novembre 2014  | Mount Lemmon Survey |
| 784003 | 2014 WN377               | 29 ottobre 2014   | Pan-STARRS          |
| 784004 | 2014 WV377               | 15 luglio 2013    | Pan-STARRS          |
| 784005 | 2014 WZ379               | 22 novembre 2014  | Mount Lemmon Survey |
| 784006 | 2014 WO382               | 22 ottobre 2008   | Spacewatch          |
| 784007 | 2014 WL385               | 23 novembre 2014  | Pan-STARRS          |
| 784008 | 2014 WE387               | 23 novembre 2014  | Pan-STARRS          |
| 784009 | 2014 WQ391               | 21 settembre 2009 | Mount Lemmon Survey |
| 784010 | 2014 WD394               | 12 febbraio 2011  | Mount Lemmon Survey |
| 784011 | 2014 WA398               | 25 novembre 2014  | Mount Lemmon Survey |
| 784012 | 2014 WH402               | 23 settembre 2008 | Spacewatch          |
| 784013 | 2014 WA403               | 30 gennaio 2011   | Pan-STARRS          |
| 784014 | 2014 WH406               | 26 novembre 2014  | Pan-STARRS          |
| 784015 | 2014 WZ409               | 26 novembre 2014  | Pan-STARRS          |
| 784016 | 2014 WH411               | 25 ottobre 2009   | Mount Lemmon Survey |
| 784017 | 2014 WD412               | 26 novembre 2014  | Pan-STARRS          |
| 784018 | 2014 WE412               | 26 novembre 2014  | Pan-STARRS          |
| 784019 | 2014 WO413               | 26 novembre 2014  | Pan-STARRS          |
| 784020 | 2014 WU415               | 26 novembre 2014  | Pan-STARRS          |
| 784021 | 2014 WX422               | 15 luglio 2013    | Pan-STARRS          |
| 784022 | 2014 WX432               | 22 novembre 2014  | Mount Lemmon Survey |
| 784023 | 2014 WH433               | 14 novembre 2014  | Spacewatch          |
| 784024 | 2014 WY439               | 27 novembre 2014  | Pan-STARRS          |
| 784025 | 2014 WA443               | 27 novembre 2014  | Pan-STARRS          |
| 784026 | 2014 WC447               | 27 novembre 2014  | Pan-STARRS          |
| 784027 | 2014 WC448               | 26 settembre 2009 | Spacewatch          |
| 784028 | 2014 WF448               | 27 novembre 2014  | Pan-STARRS          |
| 784029 | 2014 WM448               | 5 ottobre 2004    | Spacewatch          |
| 784030 | 2014 WG451               | 7 agosto 2013     | Spacewatch          |
| 784031 | 2014 WM451               | 27 novembre 2014  | Pan-STARRS          |
| 784032 | 2014 WZ456               | 28 gennaio 2011   | Mount Lemmon Survey |
| 784033 | 2014 WS461               | 25 febbraio 2011  | Mount Lemmon Survey |
| 784034 | 2014 WE462               | 7 gennaio 2006    | Spacewatch          |
| 784035 | 2014 WT464               | 20 settembre 2009 | Spacewatch          |
| 784036 | 2014 WW480               | 9 marzo 2011      | Spacewatch          |
| 784037 | 2014 WE483               | 5 ottobre 2014    | Mount Lemmon Survey |
| 784038 | 2014 WN483               | 29 novembre 2014  | Mount Lemmon Survey |
| 784039 | 2014 WY485               | 23 novembre 2014  | Pan-STARRS          |
| 784040 | 2014 WO492               | 26 novembre 2014  | Pan-STARRS          |
| 784041 | 2014 WZ493               | 28 novembre 2014  | Pan-STARRS          |
| 784042 | 2014 WT495               | 25 novembre 2013  | M. Ory              |
| 784043 | 2014 WK502               | 23 agosto 2014    | Pan-STARRS          |
| 784044 | 2014 WE505               | 30 ottobre 2014   | Pan-STARRS          |
| 784045 | 2014 WB515               | 29 novembre 2014  | Pan-STARRS          |
| 784046 | 2014 WN515               | 17 dicembre 2009  | Spacewatch          |
| 784047 | 2014 WV515               | 26 novembre 2014  | Pan-STARRS          |
| 784048 | 2014 WM516               | 20 novembre 2014  | Pan-STARRS          |
| 784049 | 2014 WW518               | 17 novembre 2014  | Pan-STARRS          |
| 784050 | 2014 WV520               | 29 settembre 2009 | Mount Lemmon Survey |
| 784051 | 2014 WZ520               | 28 gennaio 2011   | Mount Lemmon Survey |
| 784052 | 2014 WP522               | 13 gennaio 2011   | Mount Lemmon Survey |
| 784053 | 2014 WD523               | 12 agosto 2013    | Pan-STARRS          |
| 784054 | 2014 WF526               | 21 novembre 2014  | Pan-STARRS          |
| 784055 | 2014 WK528               | 18 settembre 2009 | Spacewatch          |
| 784056 | 2014 WS528               | 22 novembre 2014  | Pan-STARRS          |
| 784057 | 2014 WD531               | 26 novembre 2014  | Pan-STARRS          |
| 784058 | 2014 WU531               | 14 aprile 2011    | Mount Lemmon Survey |
| 784059 | 2014 WK536               | 14 luglio 2013    | Pan-STARRS          |
| 784060 | 2014 WW536               | 26 marzo 2017     | Pan-STARRS          |
| 784061 | 2014 WZ538               | 3 febbraio 2016   | Pan-STARRS          |
| 784062 | 2014 WV541               | 23 novembre 2014  | Mount Lemmon Survey |
| 784063 | 2014 WJ544               | 17 novembre 2014  | Pan-STARRS          |
| 784064 | 2014 WW546               | 5 febbraio 2016   | Pan-STARRS          |
| 784065 | 2014 WG548               | 21 novembre 2009  | Spacewatch          |
| 784066 | 2014 WX552               | 21 novembre 2014  | Pan-STARRS          |
| 784067 | 2014 WT559               | 20 novembre 2014  | Mount Lemmon Survey |
| 784068 | 2014 WR561               | 29 novembre 2014  | Pan-STARRS          |
| 784069 | 2014 WJ562               | 22 novembre 2014  | Mount Lemmon Survey |
| 784070 | 2014 WD563               | 30 novembre 2014  | Spacewatch          |
| 784071 | 2014 WS564               | 29 novembre 2014  | Mount Lemmon Survey |
| 784072 | 2014 WG567               | 18 novembre 2014  | Pan-STARRS          |
| 784073 | 2014 WE568               | 17 novembre 2014  | Pan-STARRS          |
| 784074 | 2014 WE569               | 17 novembre 2014  | Pan-STARRS          |
| 784075 | 2014 WF569               | 20 novembre 2014  | Pan-STARRS          |
| 784076 | 2014 WH569               | 29 novembre 2014  | Mount Lemmon Survey |
| 784077 | 2014 WJ570               | 26 novembre 2014  | Mount Lemmon Survey |
| 784078 | 2014 WB573               | 30 novembre 2014  | Spacewatch          |
| 784079 | 2014 WW575               | 27 novembre 2014  | Mount Lemmon Survey |
| 784080 | 2014 WP578               | 21 novembre 2014  | Pan-STARRS          |
| 784081 | 2014 WZ581               | 26 novembre 2014  | Pan-STARRS          |
| 784082 | 2014 WH584               | 20 novembre 2014  | Pan-STARRS          |
| 784083 | 2014 WV587               | 26 novembre 2014  | Pan-STARRS          |
| 784084 | 2014 WW588               | 26 novembre 2014  | Pan-STARRS          |
| 784085 | 2014 WZ588               | 19 novembre 2014  | Pan-STARRS          |
| 784086 | 2014 WJ589               | 17 novembre 2014  | Pan-STARRS          |
| 784087 | 2014 WL589               | 27 novembre 2014  | Pan-STARRS          |
| 784088 | 2014 WU589               | 17 novembre 2014  | Pan-STARRS          |
| 784089 | 2014 WL590               | 21 novembre 2014  | Pan-STARRS          |
| 784090 | 2014 WS590               | 16 novembre 2014  | Mount Lemmon Survey |
| 784091 | 2014 WY590               | 29 novembre 2014  | Mount Lemmon Survey |
| 784092 | 2014 WJ591               | 17 novembre 2014  | Pan-STARRS          |
| 784093 | 2014 WE592               | 17 novembre 2014  | Pan-STARRS          |
| 784094 | 2014 WL592               | 27 novembre 2014  | Pan-STARRS          |
| 784095 | 2014 WN592               | 25 novembre 2014  | Pan-STARRS          |
| 784096 | 2014 WX592               | 17 novembre 2014  | Pan-STARRS          |
| 784097 | 2014 WA593               | 16 novembre 2014  | Mount Lemmon Survey |
| 784098 | 2014 WG593               | 13 ottobre 2014   | Mount Lemmon Survey |
| 784099 | 2014 WC596               | 21 novembre 2014  | Pan-STARRS          |
| 784100 | 2014 WJ596               | 28 novembre 2014  | Mount Lemmon Survey |

## 784101–784200
| Nome   | Designazione provvisoria | Data di scoperta  | Scopritore          |
| ------ | ------------------------ | ----------------- | ------------------- |
| 784101 | 2014 WS596               | 22 novembre 2014  | Mount Lemmon Survey |
| 784102 | 2014 WF597               | 27 novembre 2014  | Mount Lemmon Survey |
| 784103 | 2014 WW600               | 27 novembre 2014  | Pan-STARRS          |
| 784104 | 2014 WG601               | 27 novembre 2014  | Pan-STARRS          |
| 784105 | 2014 WE603               | 17 novembre 2014  | Mount Lemmon Survey |
| 784106 | 2014 WJ603               | 30 novembre 2014  | Mount Lemmon Survey |
| 784107 | 2014 WP603               | 29 novembre 2014  | Mount Lemmon Survey |
| 784108 | 2014 WR609               | 23 novembre 2014  | Mount Lemmon Survey |
| 784109 | 2014 WC613               | 23 novembre 2014  | Pan-STARRS          |
| 784110 | 2014 WG616               | 17 novembre 2014  | Pan-STARRS          |
| 784111 | 2014 XQ1                 | 16 settembre 2009 | Mount Lemmon Survey |
| 784112 | 2014 XN11                | 29 novembre 2014  | Mount Lemmon Survey |
| 784113 | 2014 XA12                | 28 settembre 2009 | Spacewatch          |
| 784114 | 2014 XF14                | 10 dicembre 2014  | Mount Lemmon Survey |
| 784115 | 2014 XQ14                | 11 febbraio 2011  | Mount Lemmon Survey |
| 784116 | 2014 XS14                | 16 maggio 2012    | Mount Lemmon Survey |
| 784117 | 2014 XZ16                | 19 novembre 2014  | Mount Lemmon Survey |
| 784118 | 2014 XA18                | 12 agosto 2013    | Pan-STARRS          |
| 784119 | 2014 XB22                | 10 ottobre 2005   | SSS                 |
| 784120 | 2014 XH25                | 1 marzo 2011      | Mount Lemmon Survey |
| 784121 | 2014 XS29                | 13 dicembre 2014  | Pan-STARRS          |
| 784122 | 2014 XM32                | 8 dicembre 2010   | Mount Lemmon Survey |
| 784123 | 2014 XY32                | 18 novembre 2014  | Mount Lemmon Survey |
| 784124 | 2014 XR33                | 17 novembre 2014  | Pan-STARRS          |
| 784125 | 2014 XH34                | 13 dicembre 2014  | Pan-STARRS          |
| 784126 | 2014 XT34                | 22 novembre 2014  | Mount Lemmon Survey |
| 784127 | 2014 XJ38                | 15 dicembre 2014  | Mount Lemmon Survey |
| 784128 | 2014 XE43                | 1 dicembre 2008   | Spacewatch          |
| 784129 | 2014 XQ43                | 10 dicembre 2014  | Pan-STARRS          |
| 784130 | 2014 XD49                | 11 dicembre 2014  | Mount Lemmon Survey |
| 784131 | 2014 XN49                | 5 febbraio 2011   | Pan-STARRS          |
| 784132 | 2014 XA50                | 1 dicembre 2014   | Pan-STARRS          |
| 784133 | 2014 XZ50                | 3 dicembre 2014   | Pan-STARRS          |
| 784134 | 2014 XO51                | 1 dicembre 2014   | Pan-STARRS          |
| 784135 | 2014 XN52                | 11 dicembre 2014  | Mount Lemmon Survey |
| 784136 | 2014 XF56                | 1 dicembre 2014   | Pan-STARRS          |
| 784137 | 2014 XW57                | 1 dicembre 2014   | Pan-STARRS          |
| 784138 | 2014 XB58                | 11 dicembre 2014  | Mount Lemmon Survey |
| 784139 | 2014 XD58                | 15 dicembre 2014  | Mount Lemmon Survey |
| 784140 | 2014 YH23                | 21 dicembre 2014  | Pan-STARRS          |
| 784141 | 2014 YT27                | 24 dicembre 2014  | Mount Lemmon Survey |
| 784142 | 2014 YZ29                | 24 dicembre 2014  | Mount Lemmon Survey |
| 784143 | 2014 YZ50                | 27 dicembre 2014  | CSS                 |
| 784144 | 2014 YV52                | 21 dicembre 2014  | Pan-STARRS          |
| 784145 | 2014 YQ55                | 16 dicembre 2014  | Pan-STARRS          |
| 784146 | 2014 YA57                | 26 dicembre 2014  | Pan-STARRS          |
| 784147 | 2014 YZ57                | 1 marzo 2011      | G. Hug              |
| 784148 | 2014 YK59                | 10 dicembre 2005  | Spacewatch          |
| 784149 | 2014 YR61                | 26 dicembre 2014  | Pan-STARRS          |
| 784150 | 2014 YO63                | 9 novembre 2013   | Pan-STARRS          |
| 784151 | 2014 YP64                | 17 novembre 2014  | Pan-STARRS          |
| 784152 | 2014 YB71                | 21 dicembre 2014  | Pan-STARRS          |
| 784153 | 2014 YD71                | 29 dicembre 2014  | Pan-STARRS          |
| 784154 | 2014 YA74                | 26 dicembre 2014  | Pan-STARRS          |
| 784155 | 2014 YE76                | 23 dicembre 2014  | Mount Lemmon Survey |
| 784156 | 2014 YL76                | 29 dicembre 2014  | Pan-STARRS          |
| 784157 | 2014 YQ76                | 29 dicembre 2014  | Pan-STARRS          |
| 784158 | 2014 YF77                | 21 dicembre 2014  | Pan-STARRS          |
| 784159 | 2014 YG77                | 28 dicembre 2014  | Mount Lemmon Survey |
| 784160 | 2014 YO77                | 18 dicembre 2014  | Pan-STARRS          |
| 784161 | 2014 YB78                | 29 dicembre 2014  | Pan-STARRS          |
| 784162 | 2014 YE78                | 16 dicembre 2014  | Pan-STARRS          |
| 784163 | 2014 YF79                | 27 dicembre 2014  | Pan-STARRS          |
| 784164 | 2014 YQ80                | 29 dicembre 2014  | Mount Lemmon Survey |
| 784165 | 2014 YY80                | 21 dicembre 2014  | Pan-STARRS          |
| 784166 | 2014 YE82                | 16 dicembre 2014  | Pan-STARRS          |
| 784167 | 2014 YG82                | 29 dicembre 2014  | Pan-STARRS          |
| 784168 | 2014 YB83                | 24 dicembre 2014  | Mount Lemmon Survey |
| 784169 | 2014 YM83                | 29 dicembre 2014  | Pan-STARRS          |
| 784170 | 2014 YD87                | 16 dicembre 2014  | Pan-STARRS          |
| 784171 | 2014 YQ87                | 21 dicembre 2014  | Pan-STARRS          |
| 784172 | 2014 YJ88                | 11 novembre 2009  | Spacewatch          |
| 784173 | 2014 YS88                | 21 dicembre 2014  | Pan-STARRS          |
| 784174 | 2014 YO93                | 29 dicembre 2014  | Pan-STARRS          |
| 784175 | 2014 YT93                | 30 dicembre 2014  | Pan-STARRS          |
| 784176 | 2014 YL96                | 24 dicembre 2014  | Mount Lemmon Survey |
| 784177 | 2014 YV98                | 21 dicembre 2014  | Pan-STARRS          |
| 784178 | 2014 YG99                | 29 dicembre 2014  | Mount Lemmon Survey |
| 784179 | 2014 YG100               | 26 dicembre 2014  | Pan-STARRS          |
| 784180 | 2014 YM100               | 21 dicembre 2014  | Pan-STARRS          |
| 784181 | 2014 YO103               | 18 novembre 2008  | Spacewatch          |
| 784182 | 2014 YR103               | 21 dicembre 2014  | Pan-STARRS          |
| 784183 | 2015 AU                  | 30 ottobre 2014   | Pan-STARRS          |
| 784184 | 2015 AW8                 | 26 novembre 2014  | Pan-STARRS          |
| 784185 | 2015 AQ9                 | 1 aprile 2011     | Mount Lemmon Survey |
| 784186 | 2015 AO13                | 27 ottobre 2008   | Spacewatch          |
| 784187 | 2015 AE17                | 2 ottobre 2014    | Pan-STARRS          |
| 784188 | 2015 AY19                | 20 novembre 2014  | Pan-STARRS          |
| 784189 | 2015 AP20                | 4 settembre 2014  | Pan-STARRS          |
| 784190 | 2015 AL21                | 17 dicembre 2009  | Mount Lemmon Survey |
| 784191 | 2015 AP24                | 12 gennaio 2015   | Pan-STARRS          |
| 784192 | 2015 AY33                | 13 gennaio 2015   | Pan-STARRS          |
| 784193 | 2015 AF36                | 21 dicembre 2014  | Pan-STARRS          |
| 784194 | 2015 AU36                | 1 settembre 2013  | Pan-STARRS          |
| 784195 | 2015 AN37                | 21 dicembre 2014  | Pan-STARRS          |
| 784196 | 2015 AA38                | 21 dicembre 2014  | Pan-STARRS          |
| 784197 | 2015 AE41                | 13 gennaio 2015   | Pan-STARRS          |
| 784198 | 2015 AF43                | 21 dicembre 2014  | Pan-STARRS          |
| 784199 | 2015 AQ45                | 14 gennaio 2015   | Pan-STARRS          |
| 784200 | 2015 AB51                | 13 gennaio 2015   | Pan-STARRS          |

## 784201–784300
| Nome   | Designazione provvisoria | Data di scoperta  | Scopritore                          |
| ------ | ------------------------ | ----------------- | ----------------------------------- |
| 784201 | 2015 AR55                | 17 novembre 2009  | Mount Lemmon Survey                 |
| 784202 | 2015 AE58                | 6 settembre 2008  | Mount Lemmon Survey                 |
| 784203 | 2015 AG59                | 13 gennaio 2015   | Pan-STARRS                          |
| 784204 | 2015 AM62                | 15 settembre 2013 | Mount Lemmon Survey                 |
| 784205 | 2015 AP62                | 21 settembre 2009 | Mount Lemmon Survey                 |
| 784206 | 2015 AS62                | 13 gennaio 2015   | Pan-STARRS                          |
| 784207 | 2015 AT62                | 13 gennaio 2015   | Pan-STARRS                          |
| 784208 | 2015 AT65                | 13 gennaio 2015   | Pan-STARRS                          |
| 784209 | 2015 AV66                | 13 gennaio 2015   | Pan-STARRS                          |
| 784210 | 2015 AG68                | 4 dicembre 2008   | Spacewatch                          |
| 784211 | 2015 AO71                | 21 dicembre 2014  | Pan-STARRS                          |
| 784212 | 2015 AG74                | 2 febbraio 2006   | Spacewatch                          |
| 784213 | 2015 AN76                | 21 dicembre 2014  | Pan-STARRS                          |
| 784214 | 2015 AJ79                | 13 gennaio 2015   | Pan-STARRS                          |
| 784215 | 2015 AJ80                | 13 gennaio 2015   | Pan-STARRS                          |
| 784216 | 2015 AU80                | 21 dicembre 2014  | Pan-STARRS                          |
| 784217 | 2015 AP81                | 26 agosto 2013    | Pan-STARRS                          |
| 784218 | 2015 AT81                | 21 dicembre 2014  | Pan-STARRS                          |
| 784219 | 2015 AR82                | 13 gennaio 2015   | Pan-STARRS                          |
| 784220 | 2015 AZ83                | 31 ottobre 2014   | Pan-STARRS                          |
| 784221 | 2015 AT84                | 21 dicembre 2014  | Pan-STARRS                          |
| 784222 | 2015 AA85                | 21 dicembre 2014  | Pan-STARRS                          |
| 784223 | 2015 AC92                | 13 gennaio 2015   | Pan-STARRS                          |
| 784224 | 2015 AD95                | 20 aprile 2012    | Spacewatch                          |
| 784225 | 2015 AG98                | 21 dicembre 2014  | Pan-STARRS                          |
| 784226 | 2015 AY99                | 4 settembre 2013  | Mount Lemmon Survey                 |
| 784227 | 2015 AN105               | 19 settembre 2001 | Spacewatch                          |
| 784228 | 2015 AG109               | 23 agosto 2004    | Spacewatch                          |
| 784229 | 2015 AO109               | 21 dicembre 2014  | Pan-STARRS                          |
| 784230 | 2015 AQ109               | 14 gennaio 2015   | Pan-STARRS                          |
| 784231 | 2015 AN113               | 14 gennaio 2015   | Pan-STARRS                          |
| 784232 | 2015 AO114               | 14 gennaio 2015   | Pan-STARRS                          |
| 784233 | 2015 AD117               | 14 gennaio 2015   | Pan-STARRS                          |
| 784234 | 2015 AX118               | 8 novembre 2013   | Mount Lemmon Survey                 |
| 784235 | 2015 AG120               | 14 gennaio 2015   | Pan-STARRS                          |
| 784236 | 2015 AJ125               | 14 gennaio 2015   | Pan-STARRS                          |
| 784237 | 2015 AS125               | 14 gennaio 2015   | Pan-STARRS                          |
| 784238 | 2015 AX125               | 21 dicembre 2014  | Pan-STARRS                          |
| 784239 | 2015 AV127               | 14 gennaio 2015   | Pan-STARRS                          |
| 784240 | 2015 AQ129               | 21 dicembre 2014  | Pan-STARRS                          |
| 784241 | 2015 AS129               | 14 gennaio 2015   | Pan-STARRS                          |
| 784242 | 2015 AE131               | 1 dicembre 2005   | L. H. Wasserman, R. Millis          |
| 784243 | 2015 AF132               | 14 settembre 2013 | Pan-STARRS                          |
| 784244 | 2015 AH132               | 14 gennaio 2015   | Pan-STARRS                          |
| 784245 | 2015 AL133               | 14 gennaio 2015   | Pan-STARRS                          |
| 784246 | 2015 AQ137               | 21 dicembre 2014  | Mount Lemmon Survey                 |
| 784247 | 2015 AW139               | 25 settembre 2013 | Mount Lemmon Survey                 |
| 784248 | 2015 AB143               | 21 dicembre 2014  | Pan-STARRS                          |
| 784249 | 2015 AE143               | 14 gennaio 2015   | Pan-STARRS                          |
| 784250 | 2015 AJ143               | 14 gennaio 2015   | Pan-STARRS                          |
| 784251 | 2015 AL143               | 5 aprile 2011     | Mount Lemmon Survey                 |
| 784252 | 2015 AR144               | 24 ottobre 2013   | Mount Lemmon Survey                 |
| 784253 | 2015 AZ148               | 21 dicembre 2014  | Pan-STARRS                          |
| 784254 | 2015 AJ152               | 17 agosto 2012    | Pan-STARRS                          |
| 784255 | 2015 AE153               | 14 agosto 2013    | Pan-STARRS                          |
| 784256 | 2015 AW153               | 3 settembre 2013  | Mount Lemmon Survey                 |
| 784257 | 2015 AY155               | 14 gennaio 2015   | Pan-STARRS                          |
| 784258 | 2015 AD161               | 4 marzo 2005      | Mount Lemmon Survey                 |
| 784259 | 2015 AR163               | 21 dicembre 2014  | Mount Lemmon Survey                 |
| 784260 | 2015 AS173               | 14 gennaio 2015   | Pan-STARRS                          |
| 784261 | 2015 AW173               | 14 gennaio 2015   | Pan-STARRS                          |
| 784262 | 2015 AF174               | 15 settembre 2013 | Pan-STARRS                          |
| 784263 | 2015 AA181               | 14 gennaio 2015   | Pan-STARRS                          |
| 784264 | 2015 AN181               | 14 gennaio 2015   | Pan-STARRS                          |
| 784265 | 2015 AB187               | 12 settembre 2007 | Mount Lemmon Survey                 |
| 784266 | 2015 AG196               | 14 gennaio 2015   | Pan-STARRS                          |
| 784267 | 2015 AZ198               | 15 agosto 2013    | Pan-STARRS                          |
| 784268 | 2015 AH200               | 15 agosto 2013    | Pan-STARRS                          |
| 784269 | 2015 AQ211               | 28 febbraio 2011  | Osservatorio astronomico di Maiorca |
| 784270 | 2015 AG215               | 29 settembre 2008 | Spacewatch                          |
| 784271 | 2015 AX216               | 15 gennaio 2015   | Pan-STARRS                          |
| 784272 | 2015 AS217               | 15 gennaio 2015   | Pan-STARRS                          |
| 784273 | 2015 AB219               | 15 agosto 2013    | Pan-STARRS                          |
| 784274 | 2015 AX222               | 15 gennaio 2015   | Pan-STARRS                          |
| 784275 | 2015 AZ223               | 15 gennaio 2015   | Pan-STARRS                          |
| 784276 | 2015 AJ224               | 15 gennaio 2015   | Pan-STARRS                          |
| 784277 | 2015 AK224               | 10 ottobre 2008   | Mount Lemmon Survey                 |
| 784278 | 2015 AO224               | 11 novembre 2009  | Spacewatch                          |
| 784279 | 2015 AM227               | 15 gennaio 2015   | Pan-STARRS                          |
| 784280 | 2015 AE228               | 29 dicembre 2014  | Mount Lemmon Survey                 |
| 784281 | 2015 AN230               | 2 settembre 2007  | Mount Lemmon Survey                 |
| 784282 | 2015 AG236               | 15 gennaio 2015   | Pan-STARRS                          |
| 784283 | 2015 AP236               | 15 gennaio 2015   | Pan-STARRS                          |
| 784284 | 2015 AB238               | 15 gennaio 2015   | Pan-STARRS                          |
| 784285 | 2015 AC238               | 12 ottobre 2013   | Spacewatch                          |
| 784286 | 2015 AE240               | 17 febbraio 2004  | Spacewatch                          |
| 784287 | 2015 AJ247               | 14 marzo 2010     | Mount Lemmon Survey                 |
| 784288 | 2015 AT252               | 14 settembre 2013 | Pan-STARRS                          |
| 784289 | 2015 AH253               | 14 gennaio 2015   | Pan-STARRS                          |
| 784290 | 2015 AL254               | 1 ottobre 2008    | Mount Lemmon Survey                 |
| 784291 | 2015 AJ257               | 15 gennaio 2015   | Mount Lemmon Survey                 |
| 784292 | 2015 AK258               | 21 dicembre 2014  | Pan-STARRS                          |
| 784293 | 2015 AH261               | 15 gennaio 2015   | Pan-STARRS                          |
| 784294 | 2015 AJ267               | 13 gennaio 2015   | Pan-STARRS                          |
| 784295 | 2015 AL269               | 13 gennaio 2015   | Pan-STARRS                          |
| 784296 | 2015 AF271               | 13 gennaio 2015   | Pan-STARRS                          |
| 784297 | 2015 AX272               | 13 aprile 2011    | Spacewatch                          |
| 784298 | 2015 AZ272               | 13 gennaio 2015   | Pan-STARRS                          |
| 784299 | 2015 AL280               | 15 gennaio 2015   | Mount Lemmon Survey                 |
| 784300 | 2015 AE289               | 15 ottobre 2013   | Mount Lemmon Survey                 |

## 784301–784400
| Nome   | Designazione provvisoria | Data di scoperta  | Scopritore          |
| ------ | ------------------------ | ----------------- | ------------------- |
| 784301 | 2015 AM289               | 13 gennaio 2015   | Pan-STARRS          |
| 784302 | 2015 AH298               | 14 gennaio 2015   | Pan-STARRS          |
| 784303 | 2015 AR298               | 14 gennaio 2015   | Pan-STARRS          |
| 784304 | 2015 AZ298               | 14 gennaio 2015   | Pan-STARRS          |
| 784305 | 2015 AA299               | 15 gennaio 2015   | Pan-STARRS          |
| 784306 | 2015 AB299               | 15 gennaio 2015   | Pan-STARRS          |
| 784307 | 2015 AG300               | 11 gennaio 2015   | Pan-STARRS          |
| 784308 | 2015 AK301               | 8 novembre 2013   | CSS                 |
| 784309 | 2015 AL301               | 13 gennaio 2015   | Pan-STARRS          |
| 784310 | 2015 AZ304               | 14 gennaio 2015   | Pan-STARRS          |
| 784311 | 2015 AF306               | 14 gennaio 2015   | Pan-STARRS          |
| 784312 | 2015 AH306               | 13 gennaio 2015   | Pan-STARRS          |
| 784313 | 2015 BD9                 | 1 ottobre 2013    | Mount Lemmon Survey |
| 784314 | 2015 BL9                 | 21 dicembre 2014  | Pan-STARRS          |
| 784315 | 2015 BL10                | 30 aprile 2011    | Mount Lemmon Survey |
| 784316 | 2015 BV11                | 4 agosto 2013     | Pan-STARRS          |
| 784317 | 2015 BN16                | 16 gennaio 2015   | Mount Lemmon Survey |
| 784318 | 2015 BQ16                | 21 dicembre 2014  | Mount Lemmon Survey |
| 784319 | 2015 BC19                | 26 dicembre 2014  | Pan-STARRS          |
| 784320 | 2015 BV19                | 15 luglio 2013    | Pan-STARRS          |
| 784321 | 2015 BK20                | 10 marzo 2011     | Spacewatch          |
| 784322 | 2015 BR29                | 16 gennaio 2015   | Pan-STARRS          |
| 784323 | 2015 BP30                | 16 gennaio 2015   | Pan-STARRS          |
| 784324 | 2015 BT33                | 10 settembre 2007 | Mount Lemmon Survey |
| 784325 | 2015 BW38                | 17 gennaio 2015   | Mount Lemmon Survey |
| 784326 | 2015 BG39                | 29 dicembre 2014  | Pan-STARRS          |
| 784327 | 2015 BG41                | 29 dicembre 2014  | Pan-STARRS          |
| 784328 | 2015 BO43                | 26 dicembre 2014  | Pan-STARRS          |
| 784329 | 2015 BZ45                | 17 gennaio 2015   | Mount Lemmon Survey |
| 784330 | 2015 BN49                | 16 novembre 2009  | Mount Lemmon Survey |
| 784331 | 2015 BQ54                | 29 dicembre 2014  | M. Ory              |
| 784332 | 2015 BB58                | 17 gennaio 2015   | Pan-STARRS          |
| 784333 | 2015 BN68                | 1 novembre 2008   | Spacewatch          |
| 784334 | 2015 BD73                | 17 gennaio 2015   | Pan-STARRS          |
| 784335 | 2015 BW77                | 17 gennaio 2015   | Pan-STARRS          |
| 784336 | 2015 BS84                | 11 dicembre 2009  | Mount Lemmon Survey |
| 784337 | 2015 BE85                | 29 novembre 2014  | Pan-STARRS          |
| 784338 | 2015 BB95                | 16 gennaio 2015   | Pan-STARRS          |
| 784339 | 2015 BQ98                | 16 gennaio 2015   | Mount Lemmon Survey |
| 784340 | 2015 BZ110               | 17 gennaio 2015   | Mount Lemmon Survey |
| 784341 | 2015 BC113               | 12 settembre 2013 | Mount Lemmon Survey |
| 784342 | 2015 BD113               | 17 gennaio 2015   | Mount Lemmon Survey |
| 784343 | 2015 BQ114               | 17 gennaio 2015   | Mount Lemmon Survey |
| 784344 | 2015 BP121               | 9 agosto 2013     | Spacewatch          |
| 784345 | 2015 BB122               | 17 gennaio 2015   | Pan-STARRS          |
| 784346 | 2015 BL122               | 17 gennaio 2015   | Pan-STARRS          |
| 784347 | 2015 BP123               | 21 maggio 2012    | Mount Lemmon Survey |
| 784348 | 2015 BS123               | 23 ottobre 2013   | Mount Lemmon Survey |
| 784349 | 2015 BN124               | 26 ottobre 2013   | Mount Lemmon Survey |
| 784350 | 2015 BX127               | 27 febbraio 2006  | Spacewatch          |
| 784351 | 2015 BD129               | 1 ottobre 2008    | Mount Lemmon Survey |
| 784352 | 2015 BB131               | 17 gennaio 2015   | Pan-STARRS          |
| 784353 | 2015 BU133               | 17 gennaio 2015   | Pan-STARRS          |
| 784354 | 2015 BY133               | 17 gennaio 2015   | Pan-STARRS          |
| 784355 | 2015 BD135               | 17 gennaio 2015   | Pan-STARRS          |
| 784356 | 2015 BL139               | 17 gennaio 2015   | Pan-STARRS          |
| 784357 | 2015 BP141               | 17 gennaio 2015   | Pan-STARRS          |
| 784358 | 2015 BW141               | 24 ottobre 2013   | Mount Lemmon Survey |
| 784359 | 2015 BX151               | 2 novembre 2013   | Spacewatch          |
| 784360 | 2015 BU153               | 17 gennaio 2015   | Pan-STARRS          |
| 784361 | 2015 BY153               | 17 gennaio 2015   | Pan-STARRS          |
| 784362 | 2015 BK155               | 17 gennaio 2015   | Pan-STARRS          |
| 784363 | 2015 BR155               | 2 ottobre 2013    | Pan-STARRS          |
| 784364 | 2015 BW155               | 7 settembre 2008  | Mount Lemmon Survey |
| 784365 | 2015 BE159               | 17 gennaio 2015   | Pan-STARRS          |
| 784366 | 2015 BC160               | 17 gennaio 2015   | Pan-STARRS          |
| 784367 | 2015 BX160               | 9 novembre 2013   | Mount Lemmon Survey |
| 784368 | 2015 BZ160               | 12 ottobre 2013   | Spacewatch          |
| 784369 | 2015 BQ161               | 4 ottobre 1999    | Spacewatch          |
| 784370 | 2015 BV163               | 23 ottobre 2013   | Mount Lemmon Survey |
| 784371 | 2015 BX165               | 17 gennaio 2015   | Pan-STARRS          |
| 784372 | 2015 BF166               | 17 gennaio 2015   | Pan-STARRS          |
| 784373 | 2015 BM169               | 22 settembre 2009 | Mount Lemmon Survey |
| 784374 | 2015 BY173               | 7 gennaio 2010    | Spacewatch          |
| 784375 | 2015 BK174               | 3 novembre 2008   | Spacewatch          |
| 784376 | 2015 BR174               | 5 ottobre 2013    | Pan-STARRS          |
| 784377 | 2015 BJ176               | 17 gennaio 2015   | Pan-STARRS          |
| 784378 | 2015 BU178               | 17 gennaio 2015   | Pan-STARRS          |
| 784379 | 2015 BN179               | 17 gennaio 2015   | Pan-STARRS          |
| 784380 | 2015 BY182               | 9 novembre 2013   | Mount Lemmon Survey |
| 784381 | 2015 BS183               | 30 aprile 2011    | Pan-STARRS          |
| 784382 | 2015 BH187               | 17 gennaio 2015   | Pan-STARRS          |
| 784383 | 2015 BA189               | 19 novembre 2008  | Spacewatch          |
| 784384 | 2015 BO190               | 3 settembre 2008  | Spacewatch          |
| 784385 | 2015 BX191               | 3 ottobre 2013    | Pan-STARRS          |
| 784386 | 2015 BA194               | 25 novembre 2013  | Pan-STARRS          |
| 784387 | 2015 BX194               | 7 ottobre 2008    | Mount Lemmon Survey |
| 784388 | 2015 BN198               | 17 gennaio 2015   | Pan-STARRS          |
| 784389 | 2015 BA216               | 18 gennaio 2015   | Mount Lemmon Survey |
| 784390 | 2015 BF216               | 14 settembre 2013 | Pan-STARRS          |
| 784391 | 2015 BE218               | 26 dicembre 2014  | Pan-STARRS          |
| 784392 | 2015 BD227               | 23 settembre 2008 | Mount Lemmon Survey |
| 784393 | 2015 BT227               | 18 gennaio 2015   | Pan-STARRS          |
| 784394 | 2015 BA231               | 18 gennaio 2015   | Mount Lemmon Survey |
| 784395 | 2015 BV231               | 29 dicembre 2014  | Pan-STARRS          |
| 784396 | 2015 BA232               | 21 dicembre 2014  | Pan-STARRS          |
| 784397 | 2015 BR237               | 17 febbraio 2010  | Spacewatch          |
| 784398 | 2015 BZ239               | 18 gennaio 2015   | Mount Lemmon Survey |
| 784399 | 2015 BA241               | 18 gennaio 2015   | Pan-STARRS          |
| 784400 | 2015 BJ241               | 18 gennaio 2015   | Pan-STARRS          |

## 784401–784500
| Nome   | Designazione provvisoria | Data di scoperta  | Scopritore          |
| ------ | ------------------------ | ----------------- | ------------------- |
| 784401 | 2015 BS246               | 30 dicembre 2008  | Mount Lemmon Survey |
| 784402 | 2015 BV247               | 18 gennaio 2015   | Pan-STARRS          |
| 784403 | 2015 BZ251               | 5 ottobre 2005    | Mount Lemmon Survey |
| 784404 | 2015 BK257               | 18 gennaio 2015   | Pan-STARRS          |
| 784405 | 2015 BF258               | 2 ottobre 2008    | Spacewatch          |
| 784406 | 2015 BA260               | 14 agosto 2013    | Pan-STARRS          |
| 784407 | 2015 BB267               | 27 marzo 2003     | Spacewatch          |
| 784408 | 2015 BH273               | 8 febbraio 2011   | Mount Lemmon Survey |
| 784409 | 2015 BJ275               | 8 gennaio 2011    | Mount Lemmon Survey |
| 784410 | 2015 BT275               | 19 gennaio 2015   | Mount Lemmon Survey |
| 784411 | 2015 BG277               | 19 gennaio 2015   | Mount Lemmon Survey |
| 784412 | 2015 BS282               | 19 gennaio 2015   | Pan-STARRS          |
| 784413 | 2015 BU282               | 5 ottobre 2013    | Pan-STARRS          |
| 784414 | 2015 BC284               | 19 gennaio 2015   | Pan-STARRS          |
| 784415 | 2015 BM284               | 19 gennaio 2015   | Pan-STARRS          |
| 784416 | 2015 BB285               | 19 gennaio 2015   | Pan-STARRS          |
| 784417 | 2015 BE287               | 19 gennaio 2015   | Pan-STARRS          |
| 784418 | 2015 BZ287               | 19 gennaio 2015   | Pan-STARRS          |
| 784419 | 2015 BP288               | 19 gennaio 2015   | Pan-STARRS          |
| 784420 | 2015 BW288               | 2 ottobre 2013    | Mount Lemmon Survey |
| 784421 | 2015 BX288               | 19 gennaio 2015   | Pan-STARRS          |
| 784422 | 2015 BQ293               | 12 settembre 2007 | Mount Lemmon Survey |
| 784423 | 2015 BW294               | 19 gennaio 2015   | Pan-STARRS          |
| 784424 | 2015 BY302               | 19 gennaio 2015   | Pan-STARRS          |
| 784425 | 2015 BX307               | 20 gennaio 2015   | Mount Lemmon Survey |
| 784426 | 2015 BE309               | 20 gennaio 2015   | Pan-STARRS          |
| 784427 | 2015 BG318               | 3 ottobre 2013    | Pan-STARRS          |
| 784428 | 2015 BU318               | 17 gennaio 2015   | Pan-STARRS          |
| 784429 | 2015 BH320               | 17 gennaio 2015   | Pan-STARRS          |
| 784430 | 2015 BY320               | 17 gennaio 2015   | Pan-STARRS          |
| 784431 | 2015 BH322               | 17 gennaio 2015   | Pan-STARRS          |
| 784432 | 2015 BS323               | 17 gennaio 2015   | Pan-STARRS          |
| 784433 | 2015 BL329               | 15 settembre 2013 | Pan-STARRS          |
| 784434 | 2015 BP335               | 17 gennaio 2015   | Pan-STARRS          |
| 784435 | 2015 BQ336               | 6 ottobre 2008    | Mount Lemmon Survey |
| 784436 | 2015 BE338               | 17 gennaio 2015   | Pan-STARRS          |
| 784437 | 2015 BQ341               | 9 novembre 2013   | Mount Lemmon Survey |
| 784438 | 2015 BN343               | 14 settembre 2013 | Pan-STARRS          |
| 784439 | 2015 BO343               | 3 settembre 2013  | F. Hormuth          |
| 784440 | 2015 BG347               | 15 ottobre 2009   | Mount Lemmon Survey |
| 784441 | 2015 BH350               | 4 settembre 2007  | Mount Lemmon Survey |
| 784442 | 2015 BJ351               | 13 gennaio 2015   | Pan-STARRS          |
| 784443 | 2015 BS359               | 26 dicembre 2014  | Pan-STARRS          |
| 784444 | 2015 BM364               | 20 gennaio 2015   | Pan-STARRS          |
| 784445 | 2015 BT366               | 29 dicembre 2014  | Pan-STARRS          |
| 784446 | 2015 BN369               | 20 gennaio 2015   | Pan-STARRS          |
| 784447 | 2015 BZ373               | 20 gennaio 2015   | Pan-STARRS          |
| 784448 | 2015 BF374               | 20 gennaio 2015   | Pan-STARRS          |
| 784449 | 2015 BR379               | 29 settembre 2008 | Mount Lemmon Survey |
| 784450 | 2015 BJ382               | 20 gennaio 2015   | Pan-STARRS          |
| 784451 | 2015 BF384               | 8 novembre 2013   | Mount Lemmon Survey |
| 784452 | 2015 BX386               | 5 ottobre 2013    | Pan-STARRS          |
| 784453 | 2015 BQ392               | 20 gennaio 2015   | Pan-STARRS          |
| 784454 | 2015 BS392               | 20 gennaio 2015   | Pan-STARRS          |
| 784455 | 2015 BV395               | 20 gennaio 2015   | Pan-STARRS          |
| 784456 | 2015 BZ399               | 20 gennaio 2015   | Pan-STARRS          |
| 784457 | 2015 BU400               | 20 gennaio 2015   | Pan-STARRS          |
| 784458 | 2015 BQ401               | 20 gennaio 2015   | Pan-STARRS          |
| 784459 | 2015 BS402               | 17 gennaio 2015   | Pan-STARRS          |
| 784460 | 2015 BR410               | 20 gennaio 2015   | Pan-STARRS          |
| 784461 | 2015 BR412               | 17 novembre 2008  | Spacewatch          |
| 784462 | 2015 BC413               | 15 aprile 2011    | Pan-STARRS          |
| 784463 | 2015 BF414               | 20 gennaio 2015   | Pan-STARRS          |
| 784464 | 2015 BL416               | 8 novembre 2013   | Mount Lemmon Survey |
| 784465 | 2015 BU424               | 20 gennaio 2015   | Pan-STARRS          |
| 784466 | 2015 BX424               | 17 settembre 2012 | Mount Lemmon Survey |
| 784467 | 2015 BG428               | 20 gennaio 2015   | Pan-STARRS          |
| 784468 | 2015 BJ430               | 20 gennaio 2015   | Pan-STARRS          |
| 784469 | 2015 BD431               | 21 agosto 2012    | Pan-STARRS          |
| 784470 | 2015 BO441               | 20 gennaio 2015   | Pan-STARRS          |
| 784471 | 2015 BY442               | 20 gennaio 2015   | Pan-STARRS          |
| 784472 | 2015 BB443               | 20 gennaio 2015   | Pan-STARRS          |
| 784473 | 2015 BD443               | 3 febbraio 2009   | Mount Lemmon Survey |
| 784474 | 2015 BW444               | 20 gennaio 2015   | Pan-STARRS          |
| 784475 | 2015 BR446               | 9 novembre 2013   | Mount Lemmon Survey |
| 784476 | 2015 BY447               | 9 ottobre 2007    | Mount Lemmon Survey |
| 784477 | 2015 BP450               | 20 gennaio 2015   | Pan-STARRS          |
| 784478 | 2015 BX451               | 20 gennaio 2015   | Pan-STARRS          |
| 784479 | 2015 BG453               | 20 gennaio 2015   | Pan-STARRS          |
| 784480 | 2015 BN454               | 20 gennaio 2015   | Pan-STARRS          |
| 784481 | 2015 BE461               | 20 gennaio 2015   | Pan-STARRS          |
| 784482 | 2015 BF461               | 27 ottobre 2008   | Mount Lemmon Survey |
| 784483 | 2015 BW461               | 6 settembre 2008  | Spacewatch          |
| 784484 | 2015 BN462               | 31 gennaio 2006   | Spacewatch          |
| 784485 | 2015 BF470               | 5 ottobre 2013    | Pan-STARRS          |
| 784486 | 2015 BG471               | 20 gennaio 2015   | Pan-STARRS          |
| 784487 | 2015 BU471               | 8 ottobre 2008    | Spacewatch          |
| 784488 | 2015 BE474               | 20 gennaio 2015   | Pan-STARRS          |
| 784489 | 2015 BN475               | 20 gennaio 2015   | Pan-STARRS          |
| 784490 | 2015 BE479               | 20 gennaio 2015   | Pan-STARRS          |
| 784491 | 2015 BL480               | 20 gennaio 2015   | Pan-STARRS          |
| 784492 | 2015 BG482               | 11 febbraio 2011  | Mount Lemmon Survey |
| 784493 | 2015 BY483               | 4 novembre 2013   | Mount Lemmon Survey |
| 784494 | 2015 BD488               | 19 novembre 2008  | Spacewatch          |
| 784495 | 2015 BP489               | 20 gennaio 2015   | Pan-STARRS          |
| 784496 | 2015 BA490               | 20 gennaio 2015   | Pan-STARRS          |
| 784497 | 2015 BS490               | 9 febbraio 2010   | Spacewatch          |
| 784498 | 2015 BW493               | 20 gennaio 2015   | Pan-STARRS          |
| 784499 | 2015 BP495               | 20 gennaio 2015   | Pan-STARRS          |
| 784500 | 2015 BX499               | 24 ottobre 2013   | Mount Lemmon Survey |

## 784501–784600
| Nome   | Designazione provvisoria | Data di scoperta  | Scopritore          |
| ------ | ------------------------ | ----------------- | ------------------- |
| 784501 | 2015 BN504               | 20 gennaio 2015   | Pan-STARRS          |
| 784502 | 2015 BA505               | 20 gennaio 2015   | Pan-STARRS          |
| 784503 | 2015 BW506               | 23 ottobre 2013   | Mount Lemmon Survey |
| 784504 | 2015 BJ508               | 9 novembre 2013   | Mount Lemmon Survey |
| 784505 | 2015 BK508               | 20 gennaio 2015   | Pan-STARRS          |
| 784506 | 2015 BQ516               | 20 gennaio 2015   | Pan-STARRS          |
| 784507 | 2015 BV531               | 23 gennaio 2015   | Pan-STARRS          |
| 784508 | 2015 BJ532               | 23 gennaio 2015   | Pan-STARRS          |
| 784509 | 2015 BM532               | 8 maggio 2010     | Mount Lemmon Survey |
| 784510 | 2015 BL533               | 29 gennaio 2015   | Pan-STARRS          |
| 784511 | 2015 BM534               | 21 gennaio 2015   | Pan-STARRS          |
| 784512 | 2015 BS534               | 5 ottobre 2013    | Mount Lemmon Survey |
| 784513 | 2015 BQ536               | 26 ottobre 2013   | Mount Lemmon Survey |
| 784514 | 2015 BO539               | 20 gennaio 2015   | Pan-STARRS          |
| 784515 | 2015 BP540               | 23 gennaio 2015   | Pan-STARRS          |
| 784516 | 2015 BP541               | 26 novembre 2013  | Mount Lemmon Survey |
| 784517 | 2015 BS543               | 24 ottobre 2013   | Mount Lemmon Survey |
| 784518 | 2015 BC552               | 29 dicembre 2014  | Pan-STARRS          |
| 784519 | 2015 BT555               | 17 gennaio 2015   | Mount Lemmon Survey |
| 784520 | 2015 BT556               | 17 gennaio 2015   | Pan-STARRS          |
| 784521 | 2015 BV557               | 17 gennaio 2015   | Pan-STARRS          |
| 784522 | 2015 BT570               | 1 luglio 2005     | Spacewatch          |
| 784523 | 2015 BV570               | 24 febbraio 2015  | Pan-STARRS          |
| 784524 | 2015 BC578               | 26 luglio 2017    | Pan-STARRS          |
| 784525 | 2015 BN578               | 28 gennaio 2015   | Pan-STARRS          |
| 784526 | 2015 BB585               | 21 gennaio 2015   | Pan-STARRS          |
| 784527 | 2015 BB590               | 21 gennaio 2015   | Pan-STARRS          |
| 784528 | 2015 BF590               | 22 gennaio 2015   | Pan-STARRS          |
| 784529 | 2015 BB591               | 20 gennaio 2015   | Pan-STARRS          |
| 784530 | 2015 BP592               | 19 gennaio 2015   | Pan-STARRS          |
| 784531 | 2015 BP593               | 20 gennaio 2015   | Pan-STARRS          |
| 784532 | 2015 BR594               | 19 gennaio 2015   | Mount Lemmon Survey |
| 784533 | 2015 BK595               | 16 gennaio 2015   | Pan-STARRS          |
| 784534 | 2015 BQ595               | 21 gennaio 2015   | Mount Lemmon Survey |
| 784535 | 2015 BD596               | 28 gennaio 2015   | Pan-STARRS          |
| 784536 | 2015 BA597               | 27 gennaio 2015   | Pan-STARRS          |
| 784537 | 2015 BM597               | 28 gennaio 2015   | Pan-STARRS          |
| 784538 | 2015 BB599               | 21 gennaio 2015   | Pan-STARRS          |
| 784539 | 2015 BL600               | 23 gennaio 2015   | Pan-STARRS          |
| 784540 | 2015 BV600               | 29 gennaio 2015   | Pan-STARRS          |
| 784541 | 2015 BY600               | 23 gennaio 2015   | Pan-STARRS          |
| 784542 | 2015 BD601               | 22 gennaio 2015   | Pan-STARRS          |
| 784543 | 2015 BE601               | 28 gennaio 2015   | Pan-STARRS          |
| 784544 | 2015 BH601               | 21 gennaio 2015   | Pan-STARRS          |
| 784545 | 2015 BL601               | 20 gennaio 2015   | Pan-STARRS          |
| 784546 | 2015 BA602               | 21 gennaio 2015   | Pan-STARRS          |
| 784547 | 2015 BS602               | 29 gennaio 2015   | Pan-STARRS          |
| 784548 | 2015 BM603               | 17 gennaio 2015   | Pan-STARRS          |
| 784549 | 2015 BM607               | 28 gennaio 2015   | Pan-STARRS          |
| 784550 | 2015 BC608               | 27 gennaio 2015   | Pan-STARRS          |
| 784551 | 2015 BM609               | 20 gennaio 2015   | Pan-STARRS          |
| 784552 | 2015 BP612               | 16 gennaio 2015   | Pan-STARRS          |
| 784553 | 2015 BB613               | 22 gennaio 2015   | Pan-STARRS          |
| 784554 | 2015 BC613               | 22 gennaio 2015   | Pan-STARRS          |
| 784555 | 2015 BJ613               | 18 gennaio 2015   | Mount Lemmon Survey |
| 784556 | 2015 BO613               | 27 gennaio 2015   | Pan-STARRS          |
| 784557 | 2015 BU613               | 18 gennaio 2015   | Mount Lemmon Survey |
| 784558 | 2015 BZ615               | 28 gennaio 2015   | Pan-STARRS          |
| 784559 | 2015 BD616               | 20 gennaio 2015   | Mount Lemmon Survey |
| 784560 | 2015 BW617               | 17 gennaio 2015   | Pan-STARRS          |
| 784561 | 2015 BG618               | 20 gennaio 2015   | Pan-STARRS          |
| 784562 | 2015 BN618               | 20 gennaio 2015   | Pan-STARRS          |
| 784563 | 2015 BO618               | 26 gennaio 2015   | Pan-STARRS          |
| 784564 | 2015 CA2                 | 22 gennaio 2015   | Pan-STARRS          |
| 784565 | 2015 CL7                 | 8 febbraio 2015   | Mount Lemmon Survey |
| 784566 | 2015 CZ14                | 17 gennaio 2015   | Pan-STARRS          |
| 784567 | 2015 CB25                | 10 febbraio 2015  | Mount Lemmon Survey |
| 784568 | 2015 CE26                | 29 gennaio 2015   | Pan-STARRS          |
| 784569 | 2015 CT28                | 8 novembre 2013   | Mount Lemmon Survey |
| 784570 | 2015 CL31                | 11 febbraio 2015  | Pan-STARRS          |
| 784571 | 2015 CO35                | 25 febbraio 2006  | Mount Lemmon Survey |
| 784572 | 2015 CD56                | 18 marzo 2010     | Spacewatch          |
| 784573 | 2015 CF64                | 20 gennaio 2015   | Pan-STARRS          |
| 784574 | 2015 CX64                | 22 gennaio 2015   | Pan-STARRS          |
| 784575 | 2015 CC69                | 17 gennaio 2015   | Pan-STARRS          |
| 784576 | 2015 CF69                | 12 febbraio 2015  | Pan-STARRS          |
| 784577 | 2015 CT69                | 24 settembre 2013 | Spacewatch          |
| 784578 | 2015 CU73                | 11 febbraio 2015  | Mount Lemmon Survey |
| 784579 | 2015 CK74                | 15 febbraio 2015  | Pan-STARRS          |
| 784580 | 2015 CS75                | 13 febbraio 2015  | Pan-STARRS          |
| 784581 | 2015 CX76                | 13 febbraio 2015  | Mount Lemmon Survey |
| 784582 | 2015 CY76                | 15 febbraio 2015  | Pan-STARRS          |
| 784583 | 2015 CB81                | 11 febbraio 2015  | Mount Lemmon Survey |
| 784584 | 2015 CC81                | 13 febbraio 2015  | Mount Lemmon Survey |
| 784585 | 2015 CK83                | 26 gennaio 2015   | Pan-STARRS          |
| 784586 | 2015 DF3                 | 21 dicembre 2014  | Pan-STARRS          |
| 784587 | 2015 DL3                 | 5 settembre 2013  | Spacewatch          |
| 784588 | 2015 DL13                | 5 ottobre 2013    | Pan-STARRS          |
| 784589 | 2015 DQ15                | 14 gennaio 2015   | Pan-STARRS          |
| 784590 | 2015 DF17                | 16 febbraio 2015  | Pan-STARRS          |
| 784591 | 2015 DZ20                | 16 febbraio 2015  | Pan-STARRS          |
| 784592 | 2015 DA24                | 29 gennaio 2015   | Pan-STARRS          |
| 784593 | 2015 DR24                | 21 gennaio 2015   | Pan-STARRS          |
| 784594 | 2015 DS26                | 25 ottobre 2013   | Spacewatch          |
| 784595 | 2015 DA30                | 27 gennaio 2015   | Pan-STARRS          |
| 784596 | 2015 DV33                | 8 ottobre 2012    | Pan-STARRS          |
| 784597 | 2015 DC55                | 26 ottobre 2013   | Mount Lemmon Survey |
| 784598 | 2015 DE55                | 14 settembre 2013 | Pan-STARRS          |
| 784599 | 2015 DE57                | 16 febbraio 2015  | Pan-STARRS          |
| 784600 | 2015 DZ57                | 22 gennaio 2015   | Pan-STARRS          |

## 784601–784700
| Nome   | Designazione provvisoria | Data di scoperta  | Scopritore          |
| ------ | ------------------------ | ----------------- | ------------------- |
| 784601 | 2015 DN60                | 1 febbraio 2015   | Pan-STARRS          |
| 784602 | 2015 DX60                | 22 gennaio 2015   | Pan-STARRS          |
| 784603 | 2015 DO67                | 24 ottobre 2013   | Mount Lemmon Survey |
| 784604 | 2015 DU72                | 16 gennaio 2015   | Pan-STARRS          |
| 784605 | 2015 DT73                | 22 gennaio 2015   | Pan-STARRS          |
| 784606 | 2015 DM74                | 16 febbraio 2015  | Pan-STARRS          |
| 784607 | 2015 DY79                | 20 gennaio 2015   | Pan-STARRS          |
| 784608 | 2015 DS80                | 16 febbraio 2015  | Pan-STARRS          |
| 784609 | 2015 DG82                | 28 ottobre 2008   | Mount Lemmon Survey |
| 784610 | 2015 DH84                | 10 febbraio 2015  | Mount Lemmon Survey |
| 784611 | 2015 DS85                | 16 febbraio 2015  | Pan-STARRS          |
| 784612 | 2015 DT87                | 9 novembre 2013   | Mount Lemmon Survey |
| 784613 | 2015 DV87                | 20 gennaio 2015   | Pan-STARRS          |
| 784614 | 2015 DV88                | 18 ottobre 2007   | Mount Lemmon Survey |
| 784615 | 2015 DK91                | 16 febbraio 2015  | Pan-STARRS          |
| 784616 | 2015 DH93                | 16 febbraio 2015  | Pan-STARRS          |
| 784617 | 2015 DL93                | 26 febbraio 2011  | Mount Lemmon Survey |
| 784618 | 2015 DZ94                | 26 marzo 2003     | Spacewatch          |
| 784619 | 2015 DL96                | 24 settembre 2012 | Spacewatch          |
| 784620 | 2015 DC101               | 24 ottobre 2013   | Mount Lemmon Survey |
| 784621 | 2015 DH101               | 12 novembre 2013  | Mount Lemmon Survey |
| 784622 | 2015 DF106               | 20 gennaio 2015   | Pan-STARRS          |
| 784623 | 2015 DA128               | 17 febbraio 2015  | Pan-STARRS          |
| 784624 | 2015 DW139               | 9 febbraio 2015   | Mount Lemmon Survey |
| 784625 | 2015 DX140               | 18 gennaio 2015   | Mount Lemmon Survey |
| 784626 | 2015 DS144               | 24 gennaio 2015   | Pan-STARRS          |
| 784627 | 2015 DX144               | 23 novembre 2014  | Pan-STARRS          |
| 784628 | 2015 DY149               | 8 gennaio 2010    | Spacewatch          |
| 784629 | 2015 DA151               | 21 gennaio 2015   | Pan-STARRS          |
| 784630 | 2015 DR151               | 18 febbraio 2015  | Mount Lemmon Survey |
| 784631 | 2015 DH159               | 18 febbraio 2015  | Mount Lemmon Survey |
| 784632 | 2015 DQ165               | 18 febbraio 2015  | Pan-STARRS          |
| 784633 | 2015 DV165               | 26 ottobre 2013   | Mount Lemmon Survey |
| 784634 | 2015 DP168               | 19 febbraio 2015  | Mount Lemmon Survey |
| 784635 | 2015 DY184               | 20 febbraio 2015  | Pan-STARRS          |
| 784636 | 2015 DP185               | 27 novembre 2013  | Pan-STARRS          |
| 784637 | 2015 DT187               | 20 febbraio 2015  | Pan-STARRS          |
| 784638 | 2015 DO193               | 23 ottobre 2009   | Mount Lemmon Survey |
| 784639 | 2015 DG196               | 27 gennaio 2015   | Pan-STARRS          |
| 784640 | 2015 DL197               | 25 ottobre 2013   | Spacewatch          |
| 784641 | 2015 DW201               | 2 aprile 2005     | Mount Lemmon Survey |
| 784642 | 2015 DX202               | 23 febbraio 2015  | Pan-STARRS          |
| 784643 | 2015 DL206               | 23 febbraio 2015  | Pan-STARRS          |
| 784644 | 2015 DE212               | 28 gennaio 2015   | Pan-STARRS          |
| 784645 | 2015 DG217               | 16 febbraio 2015  | Pan-STARRS          |
| 784646 | 2015 DY224               | 17 febbraio 2015  | Pan-STARRS          |
| 784647 | 2015 DT226               | 16 febbraio 2015  | Pan-STARRS          |
| 784648 | 2015 DM233               | 23 febbraio 2015  | Pan-STARRS          |
| 784649 | 2015 DW233               | 16 febbraio 2015  | Pan-STARRS          |
| 784650 | 2015 DK235               | 27 gennaio 2015   | Pan-STARRS          |
| 784651 | 2015 DM235               | 25 settembre 2012 | Mount Lemmon Survey |
| 784652 | 2015 DP235               | 27 gennaio 2015   | Pan-STARRS          |
| 784653 | 2015 DJ236               | 16 febbraio 2015  | Pan-STARRS          |
| 784654 | 2015 DL237               | 16 febbraio 2015  | Pan-STARRS          |
| 784655 | 2015 DK238               | 17 ottobre 2012   | Mount Lemmon Survey |
| 784656 | 2015 DQ238               | 17 settembre 2012 | Mount Lemmon Survey |
| 784657 | 2015 DT238               | 23 gennaio 2015   | Pan-STARRS          |
| 784658 | 2015 DX238               | 21 gennaio 2015   | Pan-STARRS          |
| 784659 | 2015 DA239               | 16 febbraio 2015  | Pan-STARRS          |
| 784660 | 2015 DA240               | 20 gennaio 2015   | Pan-STARRS          |
| 784661 | 2015 DG241               | 24 gennaio 2015   | Pan-STARRS          |
| 784662 | 2015 DR242               | 2 novembre 2013   | Mount Lemmon Survey |
| 784663 | 2015 DP243               | 20 gennaio 2015   | Pan-STARRS          |
| 784664 | 2015 DB244               | 25 febbraio 2011  | Spacewatch          |
| 784665 | 2015 DS244               | 27 novembre 2013  | Pan-STARRS          |
| 784666 | 2015 DM247               | 10 dicembre 2013  | Mount Lemmon Survey |
| 784667 | 2015 DA248               | 23 gennaio 2015   | Pan-STARRS          |
| 784668 | 2015 DX251               | 16 febbraio 2015  | Pan-STARRS          |
| 784669 | 2015 DT254               | 20 febbraio 2015  | Pan-STARRS          |
| 784670 | 2015 DU261               | 19 febbraio 2015  | Pan-STARRS          |
| 784671 | 2015 DF265               | 13 settembre 2012 | Mount Lemmon Survey |
| 784672 | 2015 DH265               | 18 febbraio 2015  | Pan-STARRS          |
| 784673 | 2015 DQ265               | 25 febbraio 2015  | Pan-STARRS          |
| 784674 | 2015 DT265               | 24 febbraio 2015  | Pan-STARRS          |
| 784675 | 2015 DF266               | 18 febbraio 2015  | Pan-STARRS          |
| 784676 | 2015 DJ266               | 16 febbraio 2015  | Pan-STARRS          |
| 784677 | 2015 DN266               | 18 febbraio 2015  | Pan-STARRS          |
| 784678 | 2015 DX266               | 17 febbraio 2015  | Pan-STARRS          |
| 784679 | 2015 DB267               | 27 febbraio 2015  | Pan-STARRS          |
| 784680 | 2015 DF267               | 18 febbraio 2015  | Pan-STARRS          |
| 784681 | 2015 DG267               | 24 febbraio 2015  | Pan-STARRS          |
| 784682 | 2015 DO268               | 27 febbraio 2015  | Pan-STARRS          |
| 784683 | 2015 DT268               | 17 febbraio 2015  | Pan-STARRS          |
| 784684 | 2015 DA269               | 23 febbraio 2015  | Pan-STARRS          |
| 784685 | 2015 DD272               | 19 febbraio 2015  | Pan-STARRS          |
| 784686 | 2015 DN273               | 23 febbraio 2015  | Pan-STARRS          |
| 784687 | 2015 DQ273               | 16 febbraio 2015  | Pan-STARRS          |
| 784688 | 2015 DG274               | 17 febbraio 2015  | Pan-STARRS          |
| 784689 | 2015 DH275               | 16 febbraio 2015  | Pan-STARRS          |
| 784690 | 2015 DL276               | 16 febbraio 2015  | Pan-STARRS          |
| 784691 | 2015 DC277               | 25 febbraio 2015  | Pan-STARRS          |
| 784692 | 2015 DU278               | 24 febbraio 2015  | Pan-STARRS          |
| 784693 | 2015 DH279               | 16 febbraio 2015  | Pan-STARRS          |
| 784694 | 2015 DU279               | 27 febbraio 2015  | Pan-STARRS          |
| 784695 | 2015 DC280               | 27 febbraio 2015  | Pan-STARRS          |
| 784696 | 2015 DY280               | 16 febbraio 2015  | Pan-STARRS          |
| 784697 | 2015 DM282               | 16 febbraio 2015  | Pan-STARRS          |
| 784698 | 2015 DE284               | 13 maggio 2010    | Mount Lemmon Survey |
| 784699 | 2015 DV284               | 19 febbraio 2015  | Mount Lemmon Survey |
| 784700 | 2015 DH285               | 17 febbraio 2015  | Pan-STARRS          |

## 784701–784800
| Nome   | Designazione provvisoria | Data di scoperta  | Scopritore          |
| ------ | ------------------------ | ----------------- | ------------------- |
| 784701 | 2015 DS285               | 16 febbraio 2015  | Pan-STARRS          |
| 784702 | 2015 DH287               | 16 febbraio 2015  | Pan-STARRS          |
| 784703 | 2015 DU287               | 18 febbraio 2015  | Pan-STARRS          |
| 784704 | 2015 DW287               | 27 febbraio 2015  | Pan-STARRS          |
| 784705 | 2015 DD289               | 24 febbraio 2015  | Pan-STARRS          |
| 784706 | 2015 DE290               | 20 febbraio 2015  | Pan-STARRS          |
| 784707 | 2015 DH290               | 20 febbraio 2015  | Pan-STARRS          |
| 784708 | 2015 DA291               | 29 gennaio 2015   | Pan-STARRS          |
| 784709 | 2015 DR291               | 16 febbraio 2015  | Pan-STARRS          |
| 784710 | 2015 DL292               | 16 febbraio 2015  | Pan-STARRS          |
| 784711 | 2015 DA293               | 16 febbraio 2015  | Pan-STARRS          |
| 784712 | 2015 DN294               | 16 febbraio 2015  | Pan-STARRS          |
| 784713 | 2015 DZ295               | 24 febbraio 2015  | Pan-STARRS          |
| 784714 | 2015 DL298               | 16 febbraio 2015  | Pan-STARRS          |
| 784715 | 2015 DK302               | 20 febbraio 2015  | Pan-STARRS          |
| 784716 | 2015 DH303               | 20 febbraio 2015  | Pan-STARRS          |
| 784717 | 2015 DC306               | 18 febbraio 2015  | Pan-STARRS          |
| 784718 | 2015 DT306               | 20 febbraio 2015  | Pan-STARRS          |
| 784719 | 2015 DX306               | 16 febbraio 2015  | Pan-STARRS          |
| 784720 | 2015 DR310               | 19 agosto 2006    | Spacewatch          |
| 784721 | 2015 DP311               | 27 febbraio 2015  | Pan-STARRS          |
| 784722 | 2015 DN313               | 16 febbraio 2015  | Pan-STARRS          |
| 784723 | 2015 DC317               | 17 febbraio 2015  | Pan-STARRS          |
| 784724 | 2015 DG317               | 17 febbraio 2015  | Pan-STARRS          |
| 784725 | 2015 DK317               | 24 febbraio 2015  | Pan-STARRS          |
| 784726 | 2015 DC363               | 16 febbraio 2015  | Pan-STARRS          |
| 784727 | 2015 DK364               | 16 febbraio 2015  | Pan-STARRS          |
| 784728 | 2015 EB4                 | 19 marzo 2010     | Spacewatch          |
| 784729 | 2015 ET8                 | 26 marzo 2011     | Spacewatch          |
| 784730 | 2015 EW10                | 22 gennaio 2015   | Pan-STARRS          |
| 784731 | 2015 EP11                | 17 gennaio 2015   | Pan-STARRS          |
| 784732 | 2015 EK12                | 23 gennaio 2015   | Pan-STARRS          |
| 784733 | 2015 ER18                | 18 novembre 2008  | Spacewatch          |
| 784734 | 2015 EX25                | 20 gennaio 2015   | Spacewatch          |
| 784735 | 2015 EJ26                | 10 febbraio 2015  | Mount Lemmon Survey |
| 784736 | 2015 EZ30                | 27 gennaio 2015   | Pan-STARRS          |
| 784737 | 2015 EZ33                | 14 marzo 2010     | Mount Lemmon Survey |
| 784738 | 2015 EV34                | 9 ottobre 2004    | Spacewatch          |
| 784739 | 2015 ED37                | 4 marzo 2005      | Mount Lemmon Survey |
| 784740 | 2015 EX40                | 13 febbraio 2010  | Mount Lemmon Survey |
| 784741 | 2015 EX47                | 26 dicembre 2009  | Spacewatch          |
| 784742 | 2015 ER48                | 25 febbraio 2015  | Pan-STARRS          |
| 784743 | 2015 EX49                | 24 febbraio 2015  | Pan-STARRS          |
| 784744 | 2015 EG51                | 26 agosto 2012    | Pan-STARRS          |
| 784745 | 2015 ER53                | 14 marzo 2015     | Pan-STARRS          |
| 784746 | 2015 ET53                | 27 novembre 2009  | Mount Lemmon Survey |
| 784747 | 2015 EE56                | 25 febbraio 2015  | Pan-STARRS          |
| 784748 | 2015 ED67                | 13 febbraio 2015  | Mount Lemmon Survey |
| 784749 | 2015 ED73                | 20 gennaio 2009   | Spacewatch          |
| 784750 | 2015 EC75                | 11 marzo 2015     | Spacewatch          |
| 784751 | 2015 EM77                | 11 marzo 2015     | Spacewatch          |
| 784752 | 2015 EU77                | 14 marzo 2015     | Mount Lemmon Survey |
| 784753 | 2015 EF80                | 28 gennaio 2015   | Pan-STARRS          |
| 784754 | 2015 FB6                 | 19 gennaio 2015   | Mount Lemmon Survey |
| 784755 | 2015 FZ8                 | 16 marzo 2015     | Pan-STARRS          |
| 784756 | 2015 FX9                 | 9 aprile 2010     | Mount Lemmon Survey |
| 784757 | 2015 FR10                | 28 novembre 2013  | Mount Lemmon Survey |
| 784758 | 2015 FT10                | 16 marzo 2015     | Pan-STARRS          |
| 784759 | 2015 FY10                | 18 febbraio 2015  | Pan-STARRS          |
| 784760 | 2015 FO12                | 16 marzo 2015     | Pan-STARRS          |
| 784761 | 2015 FF13                | 16 maggio 2005    | Mount Lemmon Survey |
| 784762 | 2015 FV13                | 16 marzo 2015     | Pan-STARRS          |
| 784763 | 2015 FY14                | 16 marzo 2015     | Pan-STARRS          |
| 784764 | 2015 FK15                | 16 marzo 2015     | Pan-STARRS          |
| 784765 | 2015 FB19                | 16 marzo 2015     | Pan-STARRS          |
| 784766 | 2015 FE19                | 16 marzo 2015     | Pan-STARRS          |
| 784767 | 2015 FN22                | 16 marzo 2015     | Pan-STARRS          |
| 784768 | 2015 FW22                | 16 marzo 2015     | Pan-STARRS          |
| 784769 | 2015 FP23                | 16 marzo 2015     | Pan-STARRS          |
| 784770 | 2015 FV26                | 20 febbraio 2015  | Pan-STARRS          |
| 784771 | 2015 FC28                | 12 novembre 2007  | Mount Lemmon Survey |
| 784772 | 2015 FW28                | 14 settembre 2013 | Pan-STARRS          |
| 784773 | 2015 FU37                | 17 marzo 2015     | Pan-STARRS          |
| 784774 | 2015 FM42                | 17 marzo 2015     | Pan-STARRS          |
| 784775 | 2015 FX42                | 17 marzo 2015     | Pan-STARRS          |
| 784776 | 2015 FF43                | 17 marzo 2015     | Pan-STARRS          |
| 784777 | 2015 FQ43                | 17 marzo 2015     | Pan-STARRS          |
| 784778 | 2015 FW50                | 20 gennaio 2015   | Pan-STARRS          |
| 784779 | 2015 FM55                | 18 gennaio 2015   | Pan-STARRS          |
| 784780 | 2015 FC57                | 18 marzo 2015     | Pan-STARRS          |
| 784781 | 2015 FY59                | 20 febbraio 2015  | Pan-STARRS          |
| 784782 | 2015 FJ60                | 26 gennaio 2015   | Pan-STARRS          |
| 784783 | 2015 FO60                | 24 gennaio 2015   | Pan-STARRS          |
| 784784 | 2015 FL61                | 3 ottobre 2013    | Mount Lemmon Survey |
| 784785 | 2015 FX62                | 15 aprile 2007    | Spacewatch          |
| 784786 | 2015 FW66                | 28 novembre 2013  | Mount Lemmon Survey |
| 784787 | 2015 FJ67                | 28 gennaio 2015   | Pan-STARRS          |
| 784788 | 2015 FB68                | 18 marzo 2015     | Pan-STARRS          |
| 784789 | 2015 FJ70                | 18 marzo 2015     | Pan-STARRS          |
| 784790 | 2015 FP70                | 18 marzo 2015     | Pan-STARRS          |
| 784791 | 2015 FZ70                | 18 marzo 2015     | Pan-STARRS          |
| 784792 | 2015 FQ75                | 17 marzo 2015     | Pan-STARRS          |
| 784793 | 2015 FK80                | 26 gennaio 2015   | Pan-STARRS          |
| 784794 | 2015 FA81                | 10 ottobre 2012   | Mount Lemmon Survey |
| 784795 | 2015 FK89                | 23 febbraio 2015  | Pan-STARRS          |
| 784796 | 2015 FL92                | 20 marzo 2015     | Pan-STARRS          |
| 784797 | 2015 FN93                | 20 marzo 2015     | Pan-STARRS          |
| 784798 | 2015 FC95                | 22 gennaio 2015   | Pan-STARRS          |
| 784799 | 2015 FE95                | 20 marzo 2015     | Pan-STARRS          |
| 784800 | 2015 FD96                | 20 marzo 2015     | Pan-STARRS          |

## 784801–784900
| Nome   | Designazione provvisoria | Data di scoperta  | Scopritore                                               |
| ------ | ------------------------ | ----------------- | -------------------------------------------------------- |
| 784801 | 2015 FA98                | 20 marzo 2015     | Pan-STARRS                                               |
| 784802 | 2015 FO99                | 13 settembre 2007 | Spacewatch                                               |
| 784803 | 2015 FF100               | 20 gennaio 2015   | Pan-STARRS                                               |
| 784804 | 2015 FM100               | 21 marzo 2015     | Pan-STARRS                                               |
| 784805 | 2015 FO100               | 21 marzo 2015     | Pan-STARRS                                               |
| 784806 | 2015 FD101               | 22 gennaio 2015   | Pan-STARRS                                               |
| 784807 | 2015 FG102               | 20 marzo 2015     | Pan-STARRS                                               |
| 784808 | 2015 FS102               | 3 gennaio 2009    | Spacewatch                                               |
| 784809 | 2015 FC104               | 21 ottobre 2012   | Spacewatch                                               |
| 784810 | 2015 FA113               | 20 gennaio 2015   | Pan-STARRS                                               |
| 784811 | 2015 FL113               | 20 marzo 2015     | Pan-STARRS                                               |
| 784812 | 2015 FA114               | 19 agosto 2006    | Spacewatch                                               |
| 784813 | 2015 FF115               | 20 marzo 2015     | Pan-STARRS                                               |
| 784814 | 2015 FC116               | 10 marzo 2005     | Mount Lemmon Survey                                      |
| 784815 | 2015 FT118               | 30 maggio 2011    | M. Micheli, D. J. Tholen                                 |
| 784816 | 2015 FU138               | 12 ottobre 2007   | Spacewatch                                               |
| 784817 | 2015 FK139               | 28 dicembre 2013  | Spacewatch                                               |
| 784818 | 2015 FA140               | 21 marzo 2015     | Pan-STARRS                                               |
| 784819 | 2015 FC145               | 21 marzo 2015     | Pan-STARRS                                               |
| 784820 | 2015 FF145               | 17 marzo 2015     | Mount Lemmon Survey                                      |
| 784821 | 2015 FK146               | 21 marzo 2015     | Pan-STARRS                                               |
| 784822 | 2015 FW152               | 21 marzo 2015     | Pan-STARRS                                               |
| 784823 | 2015 FF154               | 13 novembre 2010  | Mount Lemmon Survey                                      |
| 784824 | 2015 FV154               | 29 agosto 2006    | Spacewatch                                               |
| 784825 | 2015 FE156               | 17 aprile 2010    | Spacewatch                                               |
| 784826 | 2015 FM156               | 14 aprile 2004    | Spacewatch                                               |
| 784827 | 2015 FU156               | 21 marzo 2015     | Pan-STARRS                                               |
| 784828 | 2015 FS159               | 22 ottobre 2012   | Pan-STARRS                                               |
| 784829 | 2015 FO160               | 21 marzo 2015     | Pan-STARRS                                               |
| 784830 | 2015 FE164               | 22 aprile 2007    | Spacewatch                                               |
| 784831 | 2015 FF177               | 22 marzo 2015     | Mount Lemmon Survey                                      |
| 784832 | 2015 FR177               | 22 marzo 2015     | Spacewatch                                               |
| 784833 | 2015 FG179               | 27 febbraio 2015  | Pan-STARRS                                               |
| 784834 | 2015 FF182               | 18 febbraio 2015  | Pan-STARRS                                               |
| 784835 | 2015 FF183               | 27 febbraio 2015  | Pan-STARRS                                               |
| 784836 | 2015 FS187               | 22 marzo 2015     | Pan-STARRS                                               |
| 784837 | 2015 FL199               | 22 marzo 2015     | Pan-STARRS                                               |
| 784838 | 2015 FG204               | 25 gennaio 2015   | Pan-STARRS                                               |
| 784839 | 2015 FS204               | 23 gennaio 2015   | Pan-STARRS                                               |
| 784840 | 2015 FE206               | 27 febbraio 2015  | Pan-STARRS                                               |
| 784841 | 2015 FX206               | 27 febbraio 2015  | Pan-STARRS                                               |
| 784842 | 2015 FS207               | 17 marzo 2015     | Mount Lemmon Survey                                      |
| 784843 | 2015 FB208               | 17 marzo 2015     | Mount Lemmon Survey                                      |
| 784844 | 2015 FX211               | 9 aprile 2010     | Mount Lemmon Survey                                      |
| 784845 | 2015 FL213               | 22 marzo 2015     | Pan-STARRS                                               |
| 784846 | 2015 FA214               | 16 febbraio 2015  | Pan-STARRS                                               |
| 784847 | 2015 FM220               | 11 ottobre 2012   | Pan-STARRS                                               |
| 784848 | 2015 FQ224               | 16 febbraio 2015  | Pan-STARRS                                               |
| 784849 | 2015 FM228               | 11 ottobre 2012   | Pan-STARRS                                               |
| 784850 | 2015 FQ229               | 27 novembre 2013  | Pan-STARRS                                               |
| 784851 | 2015 FC237               | 23 marzo 2015     | Pan-STARRS                                               |
| 784852 | 2015 FY240               | 23 marzo 2015     | Pan-STARRS                                               |
| 784853 | 2015 FG248               | 23 marzo 2015     | Pan-STARRS                                               |
| 784854 | 2015 FY249               | 1 maggio 2011     | Pan-STARRS                                               |
| 784855 | 2015 FD251               | 23 marzo 2015     | Pan-STARRS                                               |
| 784856 | 2015 FW251               | 23 marzo 2015     | Pan-STARRS                                               |
| 784857 | 2015 FM253               | 13 marzo 2010     | Mount Lemmon Survey                                      |
| 784858 | 2015 FS255               | 23 marzo 2015     | Pan-STARRS                                               |
| 784859 | 2015 FK257               | 23 marzo 2015     | Pan-STARRS                                               |
| 784860 | 2015 FM257               | 16 ottobre 2012   | Mount Lemmon Survey                                      |
| 784861 | 2015 FT258               | 23 marzo 2015     | Pan-STARRS                                               |
| 784862 | 2015 FG266               | 21 gennaio 2015   | Pan-STARRS                                               |
| 784863 | 2015 FV266               | 28 gennaio 2015   | Pan-STARRS                                               |
| 784864 | 2015 FN274               | 21 gennaio 2015   | Pan-STARRS                                               |
| 784865 | 2015 FM277               | 29 dicembre 2005  | Spacewatch                                               |
| 784866 | 2015 FW279               | 17 febbraio 2015  | Pan-STARRS                                               |
| 784867 | 2015 FM282               | 18 febbraio 2015  | Pan-STARRS                                               |
| 784868 | 2015 FV283               | 24 marzo 2015     | Pan-STARRS                                               |
| 784869 | 2015 FA289               | 25 aprile 2007    | Spacewatch                                               |
| 784870 | 2015 FY294               | 28 gennaio 2015   | Pan-STARRS                                               |
| 784871 | 2015 FB301               | 28 marzo 2015     | Pan-STARRS                                               |
| 784872 | 2015 FZ312               | 18 febbraio 2015  | Research and Education Collaborative Occultation Network |
| 784873 | 2015 FE314               | 18 gennaio 2009   | Spacewatch                                               |
| 784874 | 2015 FR318               | 25 marzo 2015     | Pan-STARRS                                               |
| 784875 | 2015 FF319               | 6 aprile 2011     | Mount Lemmon Survey                                      |
| 784876 | 2015 FE321               | 25 marzo 2015     | Pan-STARRS                                               |
| 784877 | 2015 FQ324               | 25 marzo 2015     | Pan-STARRS                                               |
| 784878 | 2015 FX325               | 4 novembre 2007   | Spacewatch                                               |
| 784879 | 2015 FT328               | 25 marzo 2015     | Pan-STARRS                                               |
| 784880 | 2015 FE329               | 25 marzo 2015     | Pan-STARRS                                               |
| 784881 | 2015 FL348               | 16 marzo 2015     | Pan-STARRS                                               |
| 784882 | 2015 FA350               | 16 marzo 2015     | Pan-STARRS                                               |
| 784883 | 2015 FD354               | 19 aprile 2004    | Spacewatch                                               |
| 784884 | 2015 FF358               | 17 marzo 2015     | Pan-STARRS                                               |
| 784885 | 2015 FR361               | 17 marzo 2015     | Pan-STARRS                                               |
| 784886 | 2015 FA362               | 17 marzo 2015     | Pan-STARRS                                               |
| 784887 | 2015 FD365               | 26 gennaio 2015   | Pan-STARRS                                               |
| 784888 | 2015 FE368               | 12 ottobre 2007   | Spacewatch                                               |
| 784889 | 2015 FL368               | 18 febbraio 2015  | Pan-STARRS                                               |
| 784890 | 2015 FU369               | 23 ottobre 2003   | Spacewatch                                               |
| 784891 | 2015 FO371               | 18 marzo 2015     | Pan-STARRS                                               |
| 784892 | 2015 FZ375               | 18 marzo 2015     | Pan-STARRS                                               |
| 784893 | 2015 FJ376               | 15 ottobre 2013   | Mount Lemmon Survey                                      |
| 784894 | 2015 FQ376               | 26 gennaio 2015   | Pan-STARRS                                               |
| 784895 | 2015 FU376               | 7 dicembre 2008   | Mount Lemmon Survey                                      |
| 784896 | 2015 FO378               | 20 marzo 2015     | Pan-STARRS                                               |
| 784897 | 2015 FS387               | 8 ottobre 2012    | Pan-STARRS                                               |
| 784898 | 2015 FS388               | 22 gennaio 2015   | Pan-STARRS                                               |
| 784899 | 2015 FU388               | 20 marzo 2015     | Pan-STARRS                                               |
| 784900 | 2015 FY391               | 20 marzo 2015     | Pan-STARRS                                               |

## 784901–785000
| Nome   | Designazione provvisoria | Data di scoperta  | Scopritore                  |
| ------ | ------------------------ | ----------------- | --------------------------- |
| 784901 | 2015 FE392               | 20 marzo 2015     | Pan-STARRS                  |
| 784902 | 2015 FK392               | 20 marzo 2015     | Pan-STARRS                  |
| 784903 | 2015 FZ394               | 21 marzo 2015     | Pan-STARRS                  |
| 784904 | 2015 FC395               | 21 marzo 2015     | Pan-STARRS                  |
| 784905 | 2015 FG402               | 27 marzo 2015     | R. Holmes                   |
| 784906 | 2015 FZ402               | 25 settembre 2011 | Pan-STARRS                  |
| 784907 | 2015 FA404               | 21 gennaio 2014   | Mount Lemmon Survey         |
| 784908 | 2015 FK406               | 29 gennaio 2014   | Mount Lemmon Survey         |
| 784909 | 2015 FY410               | 28 gennaio 2015   | Pan-STARRS                  |
| 784910 | 2015 FT417               | 24 febbraio 2015  | Pan-STARRS                  |
| 784911 | 2015 FJ425               | 28 marzo 2015     | Pan-STARRS                  |
| 784912 | 2015 FA426               | 18 marzo 2015     | Pan-STARRS                  |
| 784913 | 2015 FM426               | 29 marzo 2015     | Pan-STARRS                  |
| 784914 | 2015 FR426               | 22 marzo 2015     | Pan-STARRS                  |
| 784915 | 2015 FF427               | 17 marzo 2015     | Pan-STARRS                  |
| 784916 | 2015 FZ427               | 18 marzo 2015     | Pan-STARRS                  |
| 784917 | 2015 FA428               | 21 marzo 2015     | Mount Lemmon Survey         |
| 784918 | 2015 FB428               | 17 marzo 2015     | Pan-STARRS                  |
| 784919 | 2015 FL428               | 16 marzo 2015     | Pan-STARRS                  |
| 784920 | 2015 FT428               | 22 marzo 2015     | Mount Lemmon Survey         |
| 784921 | 2015 FW428               | 16 marzo 2015     | Mount Lemmon Survey         |
| 784922 | 2015 FZ428               | 23 marzo 2015     | Pan-STARRS                  |
| 784923 | 2015 FM429               | 29 marzo 2015     | Pan-STARRS                  |
| 784924 | 2015 FO429               | 6 settembre 2008  | Spacewatch                  |
| 784925 | 2015 FC430               | 30 marzo 2015     | Pan-STARRS                  |
| 784926 | 2015 FU430               | 22 marzo 2015     | Pan-STARRS                  |
| 784927 | 2015 FN431               | 22 marzo 2015     | Pan-STARRS                  |
| 784928 | 2015 FX431               | 18 marzo 2015     | Pan-STARRS                  |
| 784929 | 2015 FT433               | 24 marzo 2015     | Mount Lemmon Survey         |
| 784930 | 2015 FW434               | 28 marzo 2015     | Pan-STARRS                  |
| 784931 | 2015 FX434               | 22 marzo 2015     | Pan-STARRS                  |
| 784932 | 2015 FD436               | 18 marzo 2015     | Pan-STARRS                  |
| 784933 | 2015 FF436               | 19 marzo 2015     | Pan-STARRS                  |
| 784934 | 2015 FN436               | 24 marzo 2015     | Pan-STARRS                  |
| 784935 | 2015 FD437               | 19 marzo 2015     | Pan-STARRS                  |
| 784936 | 2015 FQ438               | 22 marzo 2015     | Pan-STARRS                  |
| 784937 | 2015 FA439               | 23 marzo 2015     | L. H. Wasserman, M. W. Buie |
| 784938 | 2015 FH439               | 17 marzo 2015     | Mount Lemmon Survey         |
| 784939 | 2015 FO440               | 25 marzo 2015     | Pan-STARRS                  |
| 784940 | 2015 FN441               | 18 marzo 2015     | Pan-STARRS                  |
| 784941 | 2015 FQ442               | 26 gennaio 2015   | Pan-STARRS                  |
| 784942 | 2015 FX442               | 19 marzo 2015     | Pan-STARRS                  |
| 784943 | 2015 FP443               | 27 marzo 2015     | Spacewatch                  |
| 784944 | 2015 FX443               | 22 marzo 2015     | Pan-STARRS                  |
| 784945 | 2015 FY443               | 17 marzo 2015     | Pan-STARRS                  |
| 784946 | 2015 FL444               | 21 marzo 2015     | Pan-STARRS                  |
| 784947 | 2015 FP444               | 17 marzo 2015     | Mount Lemmon Survey         |
| 784948 | 2015 FW444               | 16 marzo 2015     | Mount Lemmon Survey         |
| 784949 | 2015 FG445               | 23 marzo 2015     | Pan-STARRS                  |
| 784950 | 2015 FW445               | 23 marzo 2015     | Pan-STARRS                  |
| 784951 | 2015 FU446               | 29 marzo 2015     | Pan-STARRS                  |
| 784952 | 2015 FB447               | 22 gennaio 2015   | Pan-STARRS                  |
| 784953 | 2015 FJ447               | 17 marzo 2015     | Pan-STARRS                  |
| 784954 | 2015 FS447               | 22 marzo 2015     | Pan-STARRS                  |
| 784955 | 2015 FW448               | 23 marzo 2015     | Spacewatch                  |
| 784956 | 2015 FJ449               | 27 marzo 2015     | Pan-STARRS                  |
| 784957 | 2015 FT450               | 25 marzo 2015     | Pan-STARRS                  |
| 784958 | 2015 FV450               | 24 marzo 2015     | Mount Lemmon Survey         |
| 784959 | 2015 FJ452               | 23 marzo 2015     | Pan-STARRS                  |
| 784960 | 2015 FP452               | 17 marzo 2015     | Spacewatch                  |
| 784961 | 2015 FB454               | 19 marzo 2015     | Pan-STARRS                  |
| 784962 | 2015 FV457               | 17 marzo 2015     | Pan-STARRS                  |
| 784963 | 2015 FC458               | 30 marzo 2015     | Pan-STARRS                  |
| 784964 | 2015 FH459               | 22 marzo 2015     | Pan-STARRS                  |
| 784965 | 2015 FK459               | 18 marzo 2015     | Pan-STARRS                  |
| 784966 | 2015 FE460               | 21 marzo 2015     | Pan-STARRS                  |
| 784967 | 2015 FH466               | 27 marzo 2015     | Pan-STARRS                  |
| 784968 | 2015 FP466               | 18 marzo 2015     | Pan-STARRS                  |
| 784969 | 2015 FX466               | 24 marzo 2015     | Mount Lemmon Survey         |
| 784970 | 2015 FZ466               | 25 marzo 2015     | Pan-STARRS                  |
| 784971 | 2015 FE467               | 21 marzo 2015     | Pan-STARRS                  |
| 784972 | 2015 FH467               | 16 marzo 2015     | Pan-STARRS                  |
| 784973 | 2015 FJ467               | 28 marzo 2015     | Pan-STARRS                  |
| 784974 | 2015 FR467               | 24 marzo 2015     | Pan-STARRS                  |
| 784975 | 2015 FU467               | 22 marzo 2015     | Pan-STARRS                  |
| 784976 | 2015 FU468               | 21 marzo 2015     | Pan-STARRS                  |
| 784977 | 2015 FO471               | 24 marzo 2015     | Pan-STARRS                  |
| 784978 | 2015 FY471               | 23 marzo 2015     | L. H. Wasserman, M. W. Buie |
| 784979 | 2015 FA472               | 22 marzo 2015     | Mount Lemmon Survey         |
| 784980 | 2015 FB472               | 27 marzo 2015     | Pan-STARRS                  |
| 784981 | 2015 FR472               | 17 marzo 2015     | Pan-STARRS                  |
| 784982 | 2015 FS472               | 20 marzo 2015     | Pan-STARRS                  |
| 784983 | 2015 FW472               | 28 marzo 2015     | Spacewatch                  |
| 784984 | 2015 FX472               | 22 marzo 2015     | Pan-STARRS                  |
| 784985 | 2015 FB474               | 25 marzo 2015     | Pan-STARRS                  |
| 784986 | 2015 FF474               | 27 marzo 2015     | Pan-STARRS                  |
| 784987 | 2015 FF484               | 21 ottobre 2012   | Pan-STARRS                  |
| 784988 | 2015 GE6                 | 26 novembre 2013  | Mount Lemmon Survey         |
| 784989 | 2015 GJ9                 | 29 marzo 2015     | Pan-STARRS                  |
| 784990 | 2015 GR14                | 27 febbraio 2015  | Pan-STARRS                  |
| 784991 | 2015 GV19                | 2 gennaio 2009    | Spacewatch                  |
| 784992 | 2015 GP22                | 12 aprile 2015    | Pan-STARRS                  |
| 784993 | 2015 GK29                | 20 febbraio 2009  | Mount Lemmon Survey         |
| 784994 | 2015 GP32                | 13 aprile 2015    | Pan-STARRS                  |
| 784995 | 2015 GH41                | 27 marzo 2015     | Pan-STARRS                  |
| 784996 | 2015 GF42                | 14 aprile 2010    | Spacewatch                  |
| 784997 | 2015 GT43                | 23 febbraio 2015  | Pan-STARRS                  |
| 784998 | 2015 GZ47                | 27 marzo 2015     | Pan-STARRS                  |
| 784999 | 2015 GF52                | 30 gennaio 2009   | Mount Lemmon Survey         |
| 785000 | 2015 GN60                | 15 aprile 2015    | Spacewatch                  |